# Kościół Zwiastowania Najświętszej Maryi Panny i klasztor reformatów w Kazimierzu Dolnym
Kościół pw. Zwiastowania Najświętszej Maryi Panny i klasztor reformatów – jeden z zabytkowych kościołów w Kazimierzu Dolnym. Zespół klasztorny obecnie należy do Prowincji Matki Bożej Anielskiej Zakonu Braci Mniejszych.

## Historia

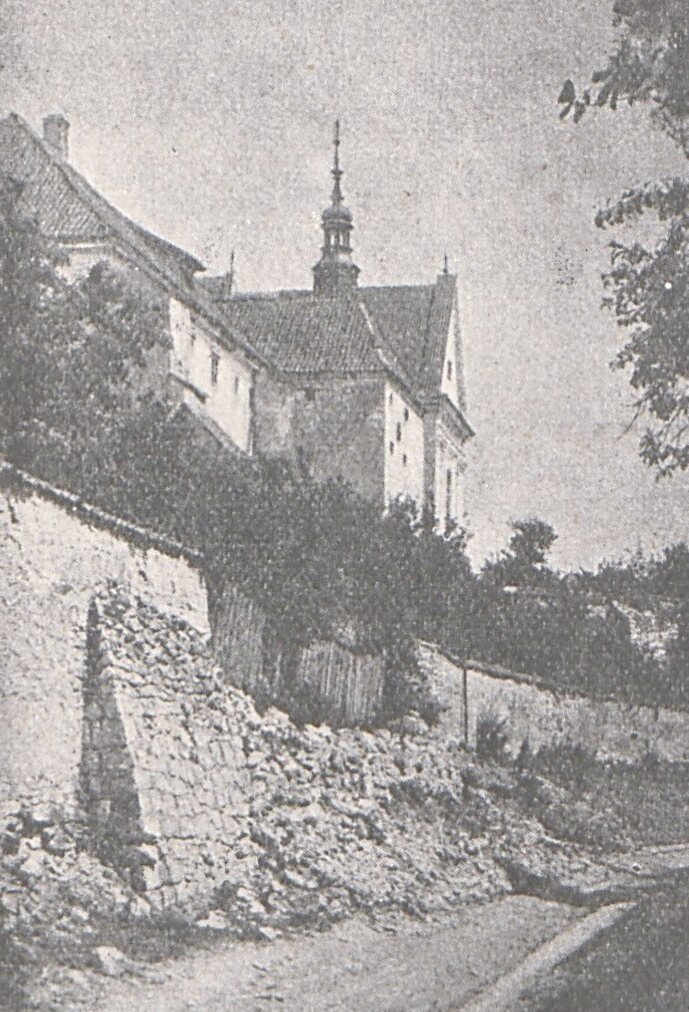
Klasztor i kościół przed 1932

Nieduży kościół pod wezwaniem Zwiastowania Najświętszej Maryi Panny został ufundowany przez mieszczan kazimierskich: Bartłomieja i Mikołaja Przybyłów. Świątynia została konsekrowana przez krakowskiego biskupa pomocniczego Pawła Dembskiego w dniu 11 sierpnia 1591 roku. W 1627 roku przy tej świątyni osiedlili się franciszkanie-reformaci, których zaprosił Henryk Firlej, opat z Tyńca, późniejszy biskup przemyski. Reformaci powiększyli stopniowo świątynię, dobudowując prezbiterium z chórem zakonnym oraz przedłużając nawę; zakrystia została przez nich przebudowana na kaplice św. Rocha i św. Sebastiana.
Budynek klasztoru był budowany etapami w latach 1639-1668. Zespół klasztorny został poważnie uszkodzony przez pożar w dniu 27 czerwca 1827 roku. Odnowiona świątynia otrzymała wtedy w bryle wiele cech stylowych typowych dla klasycyzmu. W 1865 roku klasztor został zamknięty, a reformaci zostali przewiezieni do Pińczowa. Do Kazimierza Dolnego powrócili w 1928 roku. Podczas okupacji hitlerowskiej (od października 1942 roku do lipca 1944 roku) klasztor był zajęty przez gestapo, a piwnice zostały zamienione na więzienie. Reformaci mieszkali w mieście i obsługiwali świątynię.
W latach 1945–1958 w części zabudowań klasztornych znajdował się internat dla chłopców szkół średnich. W 1956 roku, dzięki staraniom ojca Wenantego Miziniaka w klasztorze zostało utworzone muzeum, które posiada takie eksponaty jak: rękopisy, starodruki, dawne rzeźby i obrazy oraz relikty regionalne z okolic Kazimierza Dolnego.
Świątynia zachowała oryginalne wyposażenie, razem z balustradą okalającą boczne ołtarze oraz chórem dla reformatów za ołtarzem. Ołtarz główny w obecnej szacie został wykonany w 1770 roku przez Walentego Charytańskiego (rzeźby) i Wojciecha Wnukiewicza (roboty stolarskie) według projektu architekta Tomasza Hoffmana; odrestaurowany w 1986 roku. Obecnie prowadzone są prace remontowe i konserwatorskie w świątyni i klasztorze.

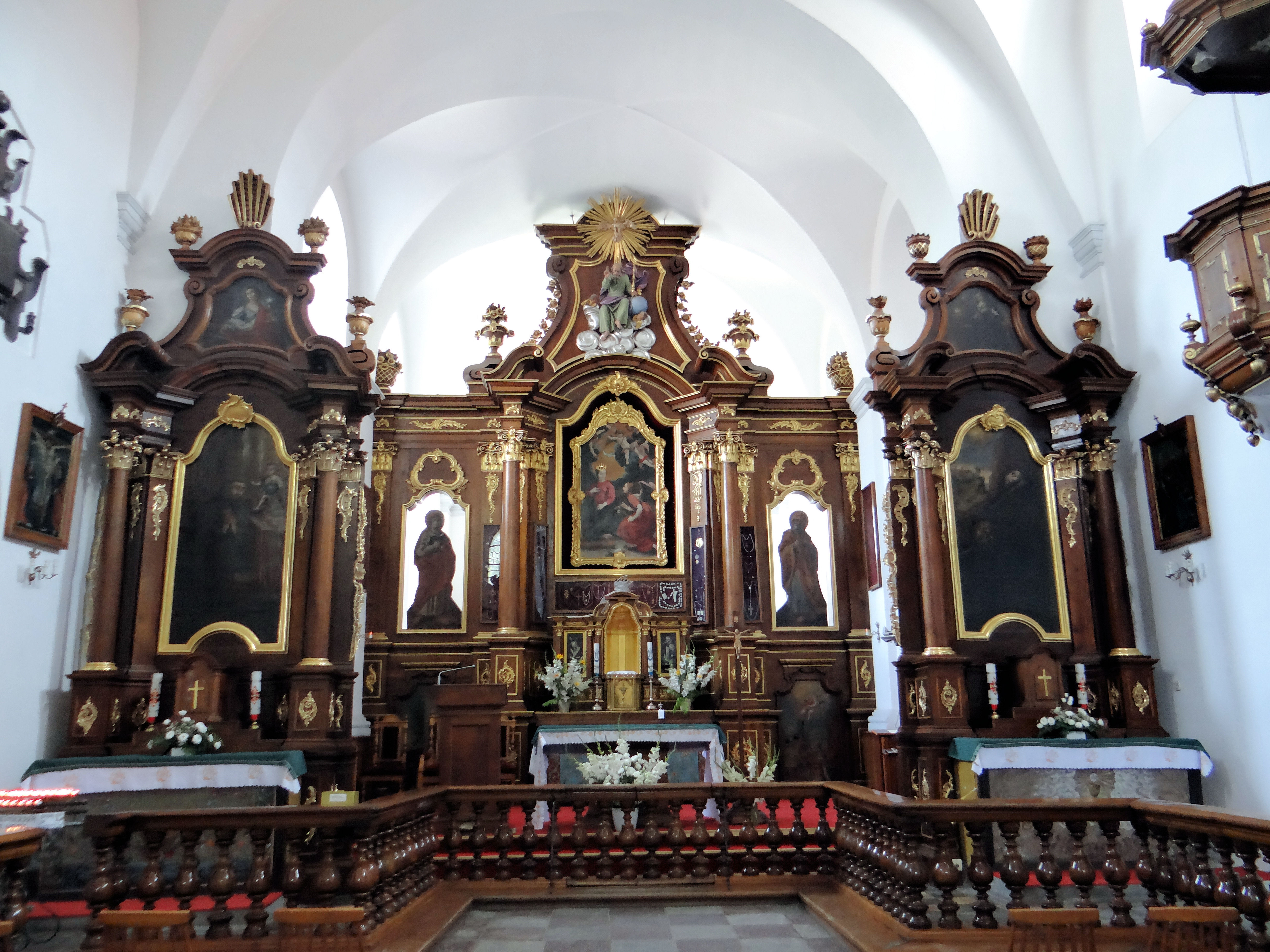
Wnętrze świątyni - prezbiterium z obrazem Zwiastowania NMP w ołtarzu głównym

Obraz Zwiastowania Najświętszej Maryi Panny znajdujący się w ołtarzu głównym, namalowany olejno na desce został wykonany w 1600 roku. Czczony od dawna jako łaskami słynący, został ozdobiony koroną papieską w dniu 31 sierpnia 1986 roku w Wąwolnicy, podczas V Ogólnopolskiego Kongresu Mariologicznego i Maryjnego. Odpust upamiętniający rocznicę koronacji jest obchodzony w pierwszą niedziele sierpnia.
W kościele znajduje się również obraz św. Antoniego, namalowany przez Wojciecha Jaszczołda. Autorzy pozostałych obrazów ołtarzowych nie są znani. Zakrystia została umeblowana przez brata Efrema Kareckiego w 1771 roku. Zabytkowe są drzwi wykute z żelaza, z datą 1589, pochodzące z pierwotnej świątyni. Mury obronne otaczające świątynię i klasztor oraz schody zostały ufundowane przez Piotra Cieszkowskiego, późniejszego brata zakonnego, zmarłego w Kazimierzu Dolnym w 1709 roku. Na korytarzu jest umieszczony zegar szafkowy z datą 1763, ozdobiony obrazem Zwiastowania Najświętszej Maryi Panny; wykonał go brat Joachim Gutowicz.